# 河田清史
河田 清史（かわた きよし、1909年〈明治42年〉11月3日 - 1991年〈平成3年〉）は、日本の翻訳家、文筆家。本名・篠原善太郎。創価学会系の東西哲学書院 元代表取締役。
東京生まれ。1935年、東京帝国大学文学部美学専攻卒業。1939,40年に宝塚歌劇の脚本を執筆。アジア文学に関心が深く『ラーマーヤナ』の抄訳を数回行った。

## 翻訳
- プラ・サラサス『運命の河』中西武夫共訳 文林堂双魚房 1942
- ガイル原作『物理教室』訳補 育生社弘道閣 1943
- 『ラーマ 印度の英雄』編著 エドガー・パリン・ドゥライア絵 実業之日本社 1943
- 『象とさるとバラモンと インドの昔話』編 駒井哲郎絵　彰考書院 世界昔ばなし文庫　1948
- 『太陽の東・月の西 ノールウェィ童話』編 福村書店 1949
- 『シンドバットの冒険 童話アラビヤナイト』福村書店 1950
- 『ラーマーヤナ 印度古典童話』福村書店 1950
- ジョセフィン・テイ『美の秘密』早川書房 世界探偵小説全集 1954
- マドリイネ・ゴス『モォリス・ラヴェル』音楽之友社 音楽文庫 1957
- 『ラーマーヤナ』第三文明社 レグルス文庫 1971